# ムティナの戦い (紀元前193年)
ムティナの戦い（英語: Battle of Mutina）は、紀元前193年に発生した共和政ローマとガリア人（主にボイイ族）の間の戦い。ローマ軍はボイイ軍を殲滅したが、自軍の損害もまた大きかった。

## 背景
執政官（コンスル）ルキウス・コルネリウス・メルラは2個軍団（レギオ）を率いてボイイ族の領土に侵攻し、その進路にあるものを略奪・破壊して行ったが大きな抵抗にあうことは無かった。ガリア軍はローマ軍との会戦を避け、待ち伏せ攻撃の機会を伺っていた。メルラがムティナ（現在のモデナ）に達すると、それまでローマ軍を追尾していたガリア軍はローマ軍野営地を夜のうちに迂回して、ローマ軍の予定進路を遮断した。しかし、この機動は静かに行うことができず、ローマ軍はガリア軍の移動を察知しており、メルラは異例なことではあったが野営地を昼間に設営することとした。その目的は兵士達が夜間に恐怖を起こさないようにすることであった。さらに朝になると、敵軍の数を偵察するために騎兵部隊を先発させた。ガリア軍は自分達が発見され、野戦でローマ軍と戦う必要があることを悟った。

## 戦闘
戦闘は午前7時に開始された。左翼はアウクシリア（騎兵を中心とした補助兵力）と同盟軍部隊で構成されており、紀元前196年の執政官マルクス・クラウディウス・マルケッルスと紀元前194年の執政官ティベリウス・センプロニウス・ロングスがレガトゥス（副司令官）として前線で戦っていた。両者はときどき後方に下がり、戦闘を望む軍団兵に対して合図があるまで動かないように命令していた。トリブヌス・ミリトゥム（高級士官）のクィントゥス・ミヌキウスとプブリウス・ミヌキウスは騎兵を率いて戦闘から離脱して開けた場所に移動し、メルラの合図を待って攻撃を開始するよう指示された。メルラが合図を出すと、アウクシリアの兵士は後方の軍団兵が前進できるよう道を開けた。アウクシリアは第2軍団と交代し、右翼部隊が左翼部隊に代わって戦闘を開始した。この日は特に日差しが強く、ガリア兵の皮膚は太陽に焼かれた。それでも密な戦列を崩さずに楯を構え、連続したローマ軍の攻撃に耐えた。前線での一進一退を知ったメルラは、アウクシリア騎兵の指揮官であるガイウス・リウィウス・サリナトルに、全兵力を持って攻撃するように命令した。軍団騎兵は予備兵力として残された。この攻撃でガリア軍は崩れたが、しかし敗走にはいたらなかった。ガリア軍の指揮官達は後方に位置しており、逃走しようとするガリア兵を槍をもって前線に引き返させていた。しかし、やがては後方の指揮官達も同盟軍騎兵の攻撃を受けた。メルラは兵士に向かって、もう一押しすれば勝利を手に出来ると叫んだ。もし敵軍戦列が再編されたら、勝利の行方は分からなくなってしまう。このため、メルラは兵士に全力で戦うよう命じ、さらに士官たちに軍旗を最前線に出すよう命令した。ついにガリア軍は崩壊し、ローマ軍騎兵に蹂躙された。

## その後
ティトゥス・リウィウスによれば、ガリア軍は14,000人が戦死、歩兵1,092人と騎兵721人、将軍3人が捕虜となり、軍旗212本と荷馬車73両が鹵獲された。ローマ軍の損害は、歩兵5,000人、ケントゥリオ（百人隊長）23人、同盟軍指揮官4人が戦死し、第二軍団のトリブヌス・ミリトゥムのうち、マルクス・ゲヌキウス、クィントゥス・マルキウス・ピリップスとマルクス・マルキウス・ピリップスも命を落とした。
ローマに戻ったメルラは凱旋式の実施を求めた。しかし副司令官のマルケッルスが、勝利は偶然であり、メルラの指揮が不適切であったことが自軍の損害を拡大し、敵兵の逃亡を阻止できなかったと非難していた。元老院は凱旋式実施を支持したが、護民官の二人が拒否権を発動したために、メルラはその栄誉を得ることができなかった。
この戦いはローマ・ガリア戦争におけるイタリアでの最後の戦いとなった。ボイイ族の貴族の多くが戦死し、生き残った者達は最後まで戦うことを主張する者と降伏を願う者に分かれた。翌年、ローマ軍は降伏を拒否するボイイ族に大規模な攻撃をかけた。紀元前191年、執政官プブリウス・コルネリウス・スキピオ・ナシカは決定的な勝利を得る。その後はこの地域、特にリグリアでは平和維持のための作戦が行われたのみである。生き残っていたボイイ族はアルプスを越えて北に移住し、ボヘニウムを建設した。